# Maianthemum stellatum
Maianthemum stellatum
Espèce
Le Maïanthème étoilé (Maianthemum stellatum), communément appelé la Smilacine étoilée, est une espèce de plantes à fleurs. Originaire d'Amérique du Nord, il se rencontre dans le Nord du Mexique, dans toutes les provinces et territoires canadiens, à l'exception du Nunavut, et dans tous les États américains, à l'exception d'Hawaï et des États du Sud-Est. Il a de petits bourgeons blancs au printemps, suivis de délicates fleurs étoilées, puis de baies rayées de vert et de noir, et enfin de baies rouge foncé à l'automne.

## Noms vernaculaires
Maianthemum stellatum porte de nombreux noms vernaculaires dont :
- Étoilé ;
- Faux muguet étoilé ;
- Faux sceau de Salomon ;
- Maïanthème étoilée ;
- Muguet étoilé ;
- Petit faux de Salomon ;
- Sceau étoilé ;
- Smilacine étoilée.

## Espèces similaires
Plus petit que son proche parent Maianthemum racemosum, Maianthemum stellatum a des inflorescences plus petites et plus ouvertes et qui ne sont pas ramifiées et portent moins de fleurs. Ces dernières ont des étamines plus courtes que plus longues que les pétales. Ses feuilles sont généralement un peu plus étroites et plus incurvées. Les deux espèces présentent le zigzag caractéristique de la tige entre les feuilles alternes. Le véritable Sceau de Salomon (Polygonatum multiflorum et espèces apparentées) a une apparence générale similaire, mais ses fleurs pendent de la tige sous les feuilles, plutôt que de former une grappe terminale.

## Galerie

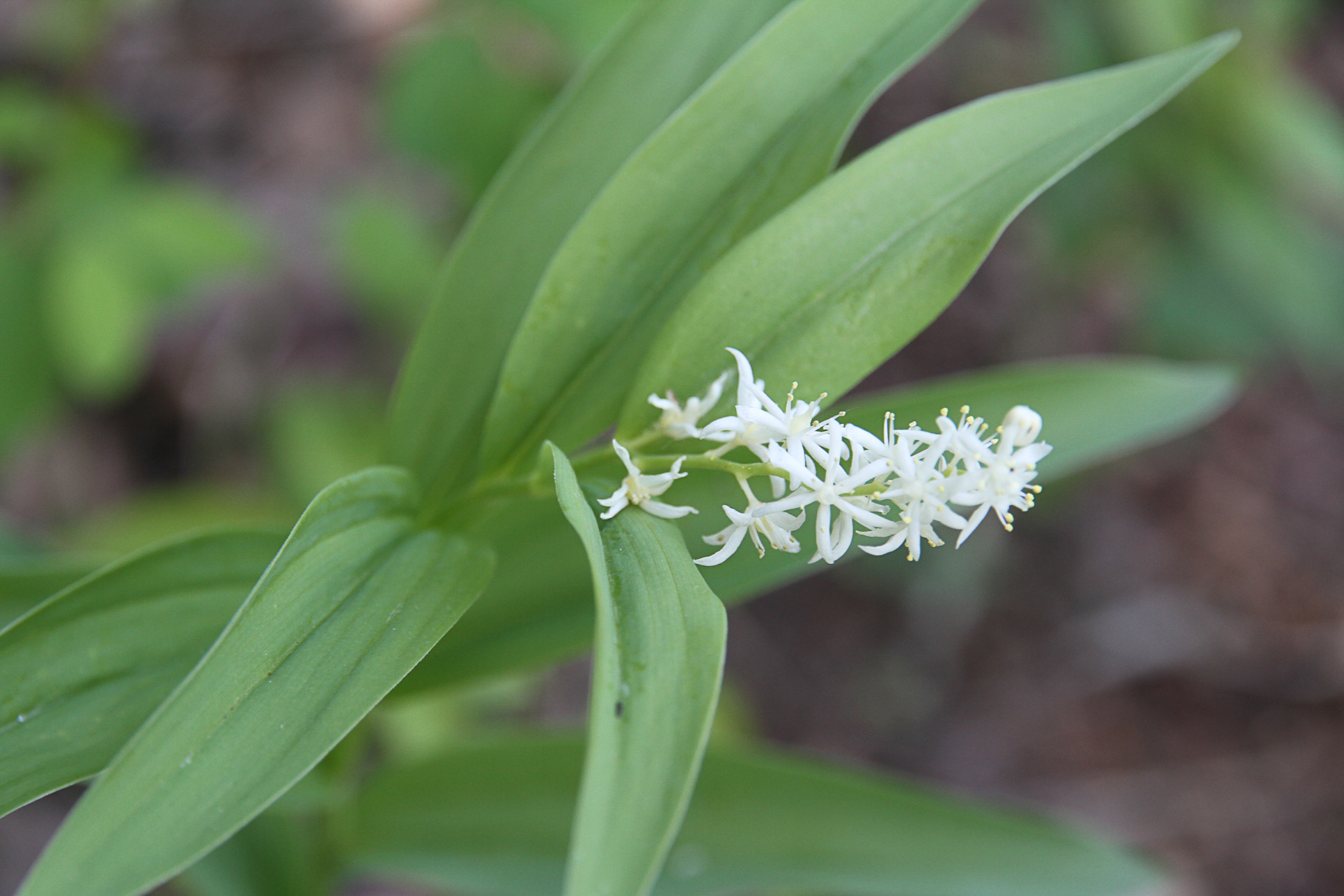
Fleurs.
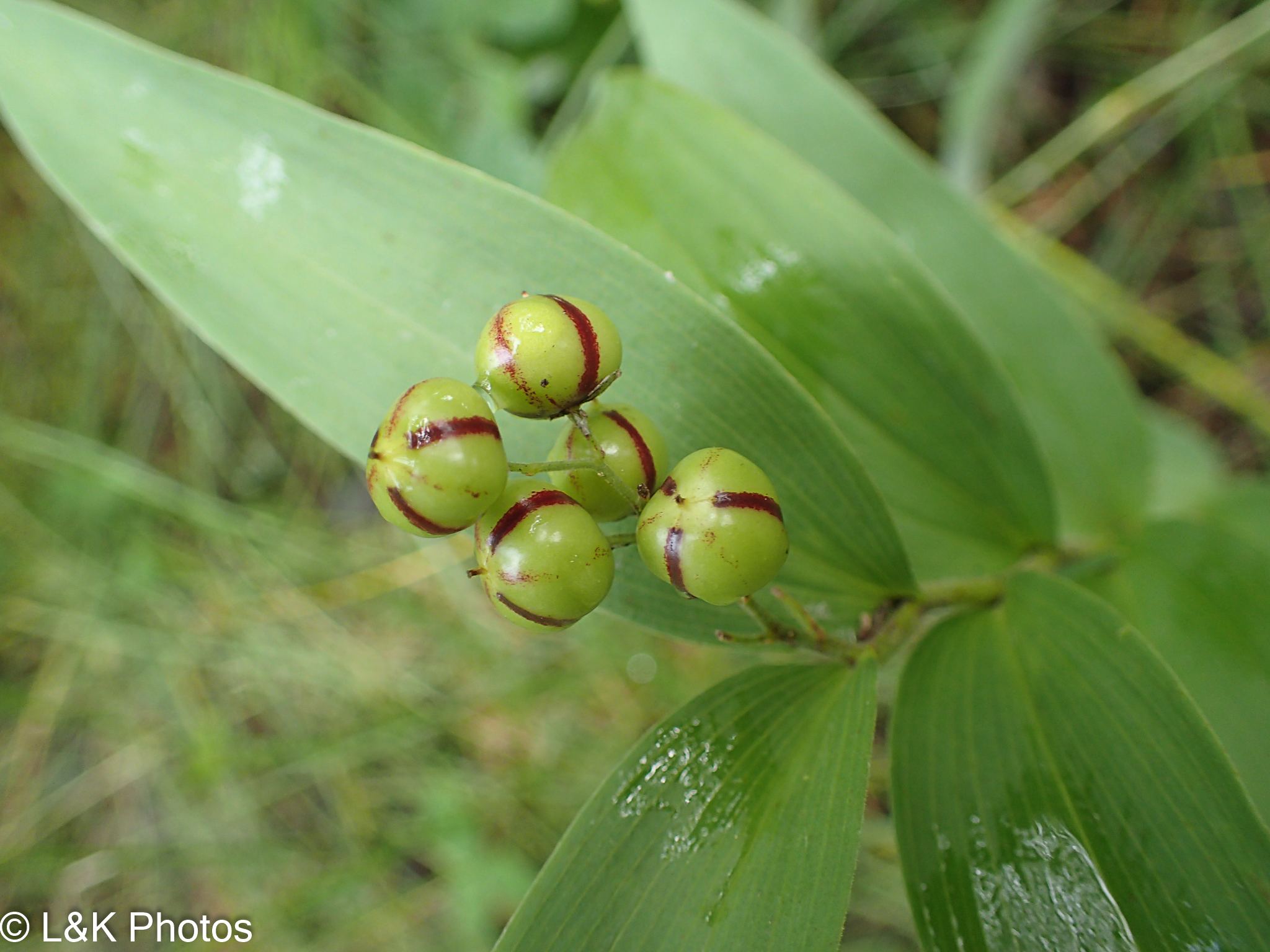
Baies vertes à rayures sombres.
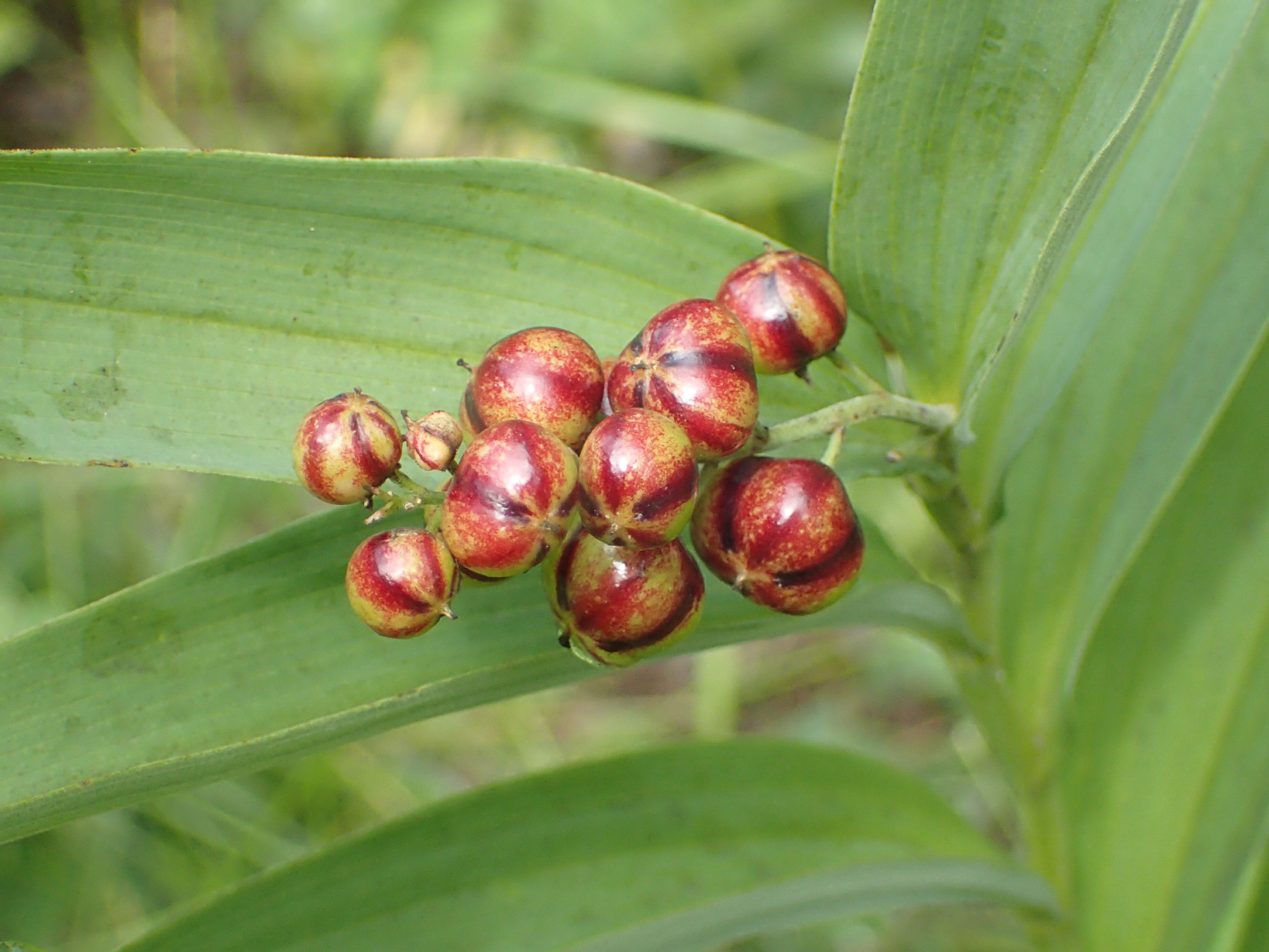
Mûrissement des baies.
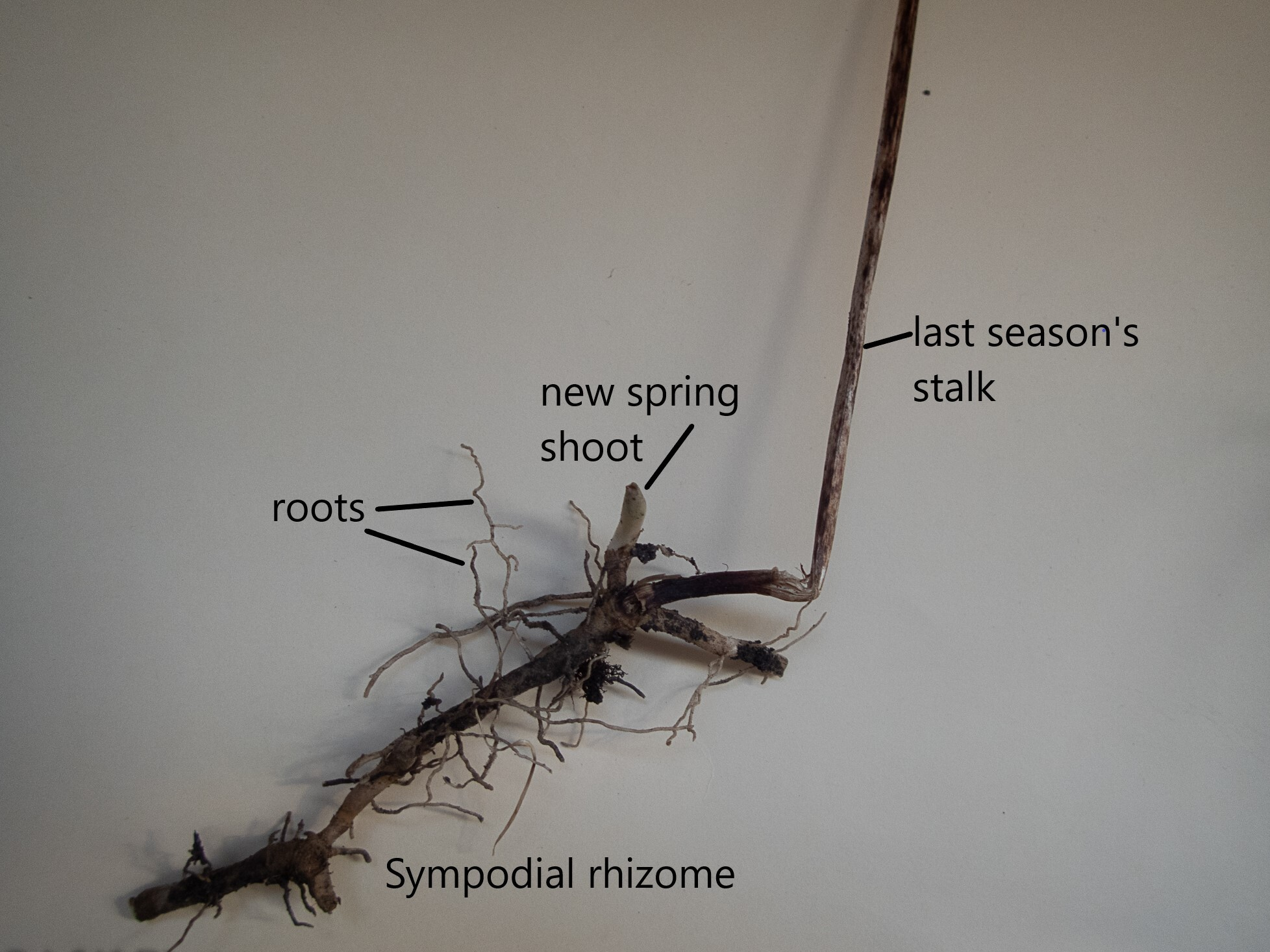
rhizome et racines.
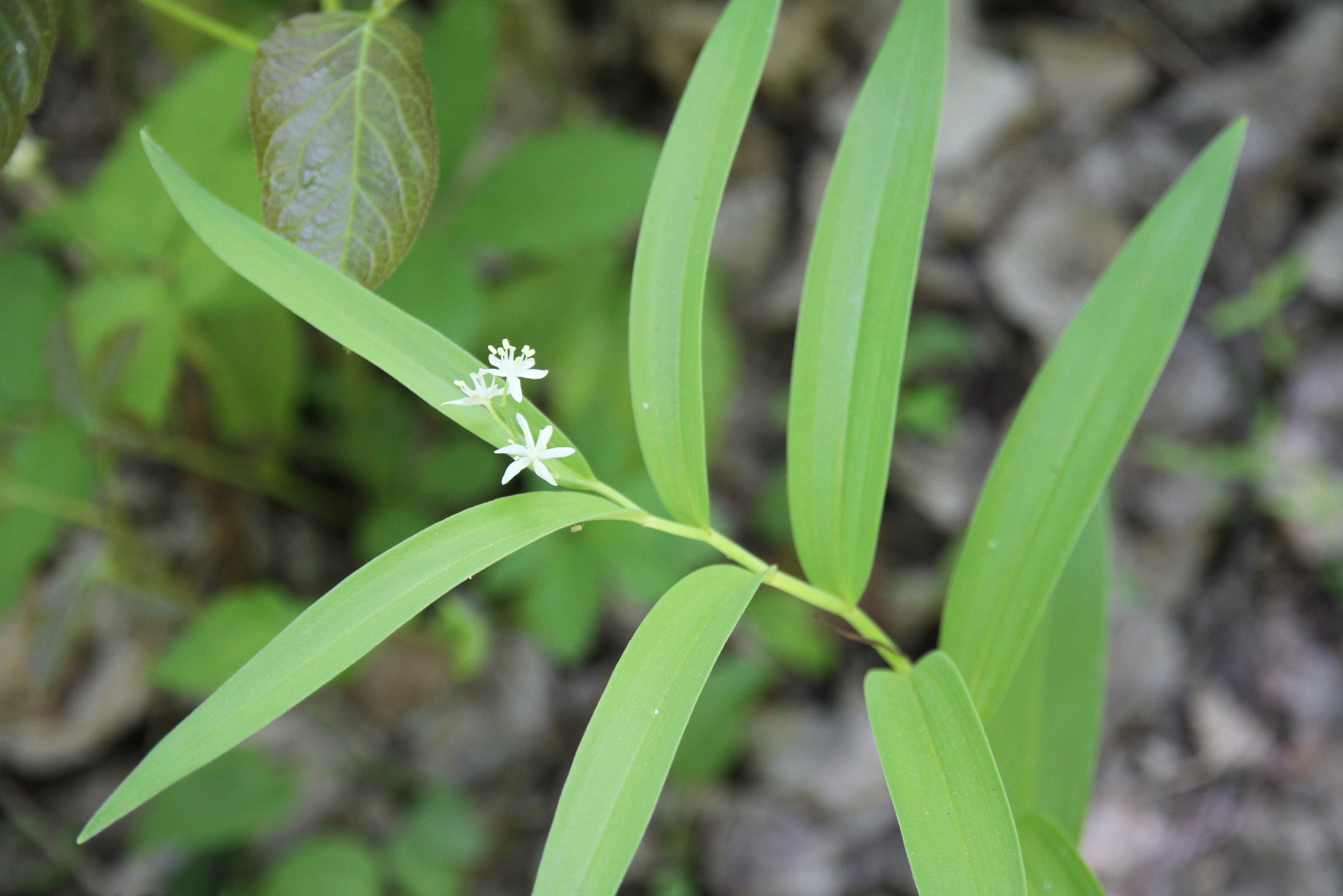
Fleurs et feuilles.